# コモリザメ
コモリザメ（学名: Ginglymostoma cirratum）は、軟骨魚綱テンジクザメ目コモリザメ科に分類されるサメ。

## 分布
大西洋東部（モロッコからアンゴラにかけて）、西部（アメリカ合衆国のノースカロライナ州南部からブラジルのリオ・デ・ジャネイロ州にかけて）

## 形態
全長3 m程度で、最大で430 cmの報告が有る。頭部は丸く、口は眼よりかなり前方に位置する。鼻孔には1対の髭がある。噴水孔は小さい。背鰭は大きく丸みを帯び、第一背鰭は第二背鰭・臀鰭より大きい。尾鰭は長く、全長の1/4に達する。体色は黄褐色から灰褐色。

## 分類
2015年に太平洋個体群が、Ginglymostoma unamiとして新種記載された。
属名はギリシャ語の γίγγλυμος（ginglymos、蝶番）・στόμα（stoma、口）に由来する。種小名 cirratum もギリシャ語由来で、meaning curl or swim. 姉妹群はオオテンジクザメだと考えられ、タンビコモリザメ・ジンベエザメ・トラフザメと近縁である。

## 生態
主な生息環境はサンゴ礁・マングローブの周辺・砂底など。夜行性で、日中は小さな群れを作って不活発な状態にある。休息場所は岩棚の下や岩の隙間で、毎日特定の場所に戻ってくる。夜間は単独で泳ぎまわり、海底の堆積物中から餌を探す。
休息時には胸鰭で体を持ち上げた姿勢を取ることがあり、これは岩陰と間違えて寄ってくる小動物を捕食することを狙ったものではないかと考えられている。
餌は主に甲殻類・頭足類・ウニ・魚など。吸い込むようにして捕食する。キューバの青年の島での調査では、小型のイセエビを主要な餌とすることが報告されている。フロリダでの胃内容物の調査では、主な獲物は魚類、特にイサキ科で、獲物の大きさは7 - 22 cmの範囲に収まっていた。
幼体は水深1 - 3 mの浅瀬で岩の下などに隠れていることが多いが、少し成長するとマングローブや浅い岩礁域を泳ぎ回るようになる。成体になると深場に移動し、夜間は浅場に上がってきて摂餌する。また、6月頃には繁殖のために、成体も水深1 mほどの浅瀬で見られるようになる。
幼体がイタチザメ・レモンザメなどに捕食されることはあるが、成体には人間を除いて天敵はほとんどいないと考えられる。
交尾は6月半ばから7月初めに行われる。卵胎生で、胎児は12-14週の間は卵鞘に包まれている。5 - 6箇月の妊娠期間の後に出産する。産仔数は21 - 50（平均34）で出生時の大きさは30 cmほど。次の出産までには2年間かかる。雌は223 - 231 cm、雄は214 cm程度で性成熟する。寿命は最大25年ほど。

## 人間との関係
肉や鰭が食用とされたり、皮革が利用されることもある。
生息環境である珊瑚礁の減少、食用や皮革用の漁業および他の漁業による混獲、ペット用や展示用の採集などにより、生息数が減少していると考えられている。
西大西洋個体群
NEAR THREATENED (IUCN Red List Ver. 3.1 (2001))